# Deep Space 2

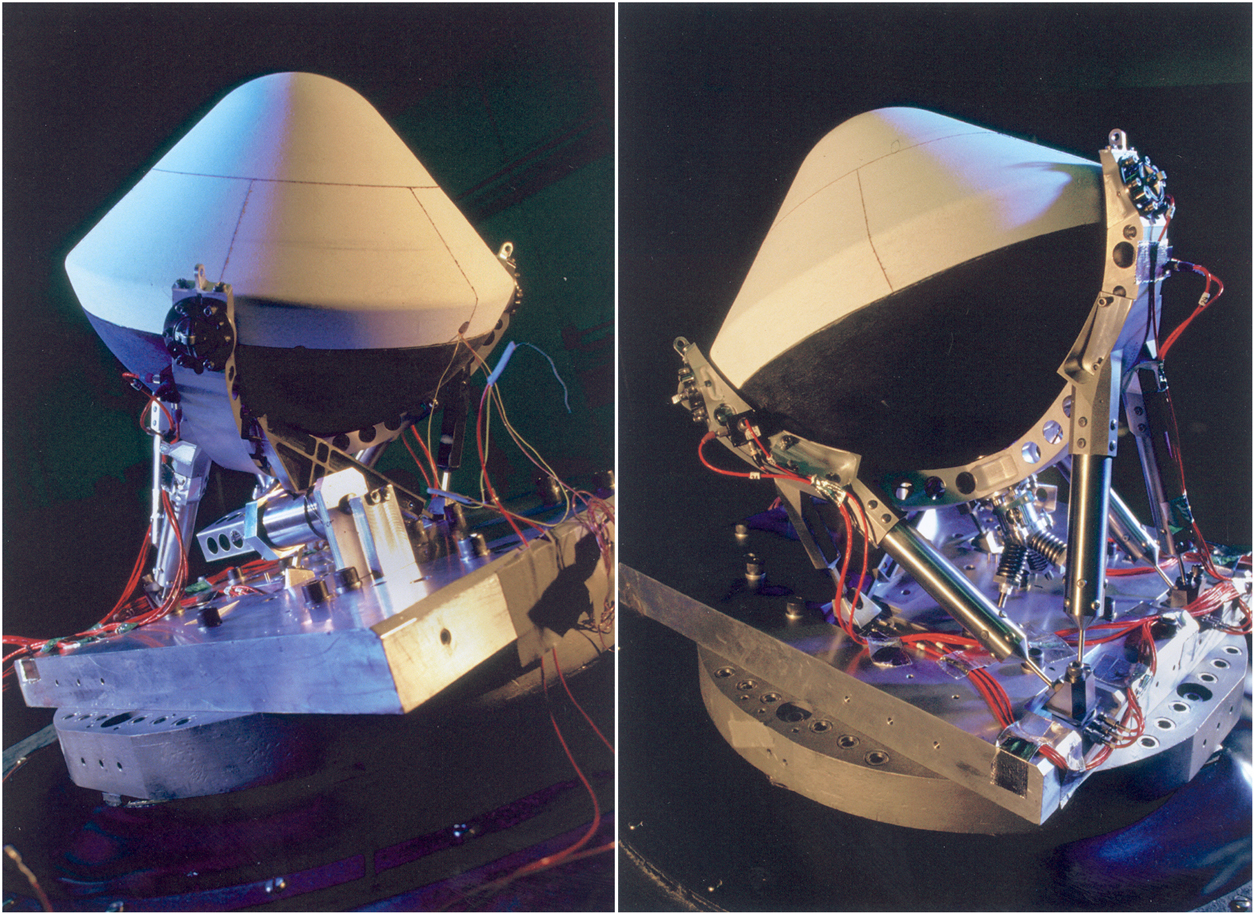
Sonda DS2 com proteção térmica e suporte.

A missão Deep Space 2, lançada em janeiro de 1999 como parte do New Millennium Program da NASA, consistia em duas sondas em miniatura altamente avançadas enviadas a Marte. Pretendia-se que fossem as primeiras espaçonaves a penetrar a superfície de outro planeta. As sondas DS2 foram também os primeiros módulos de pouso a usar somente um aeroshell, não possuindo pára-quedas ou retrofoguetes para reduzir a velocidade de impacto.
Cada sonda pesava apenas 2,4 kg (5,3 libras) e era encapsulada num aeroshell de proteção. Elas viajaram até Marte dentro de outra espaçonave, a Mars Polar Lander. Ao sobrevoar a região polar sul de Marte em 3 de dezembro de 1999, os escudos do tamanho de uma bola de basquete seriam liberados da nave-mãe, projetando-se através da atmosfera e impactando a superfície do planeta a uma velocidade de mais de 644 km/h. No impacto, cada escudo devia despedaçar-se e a sonda, do tamanho de uma toronja, deveria perfurar o solo e dividir-se em duas partes. A parte inferior, chamada de "corpo anterior" penetraria cerca de 0,6 metros no solo; a parte superior da sonda, ou "corpo posterior", permaneceria na superfície para transmitir dados via rádio para a espaçonave Mars Global Surveyor em órbita de Marte, que então retransmitiria as informações para a Terra. As duas partes da sonda permaneceriam conectados por um cabo de dados.

## Problemas

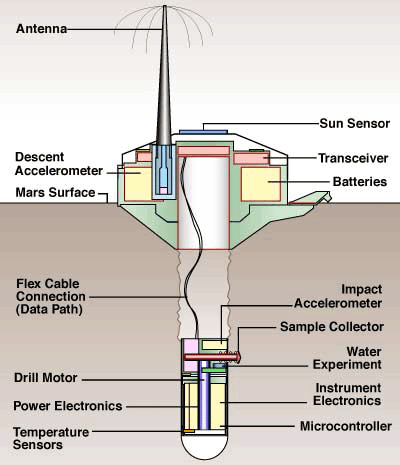
Componentes da sonda DS2.

As sondas chegaram a Marte aparentemente sem qualquer incidente, mas comunicações nunca foram estabelecidas após o pouso. As causas do fracasso não são conhecidas e a comissão que analisou o acidente sugere várias possibilidades:
- o equipamento de rádio da sonda tinha reduzida possibilidade de sobreviver ao impacto;
- as sondas podem simplesmente ter impactado em solo por demais rochoso para garantir sua integridade;
- as baterias das sondas, que haviam sido carregadas quase um ano antes do lançamento e não foram checadas desde então, poderiam não ter conservado carga suficiente.